# Mănăștiur, Timiș

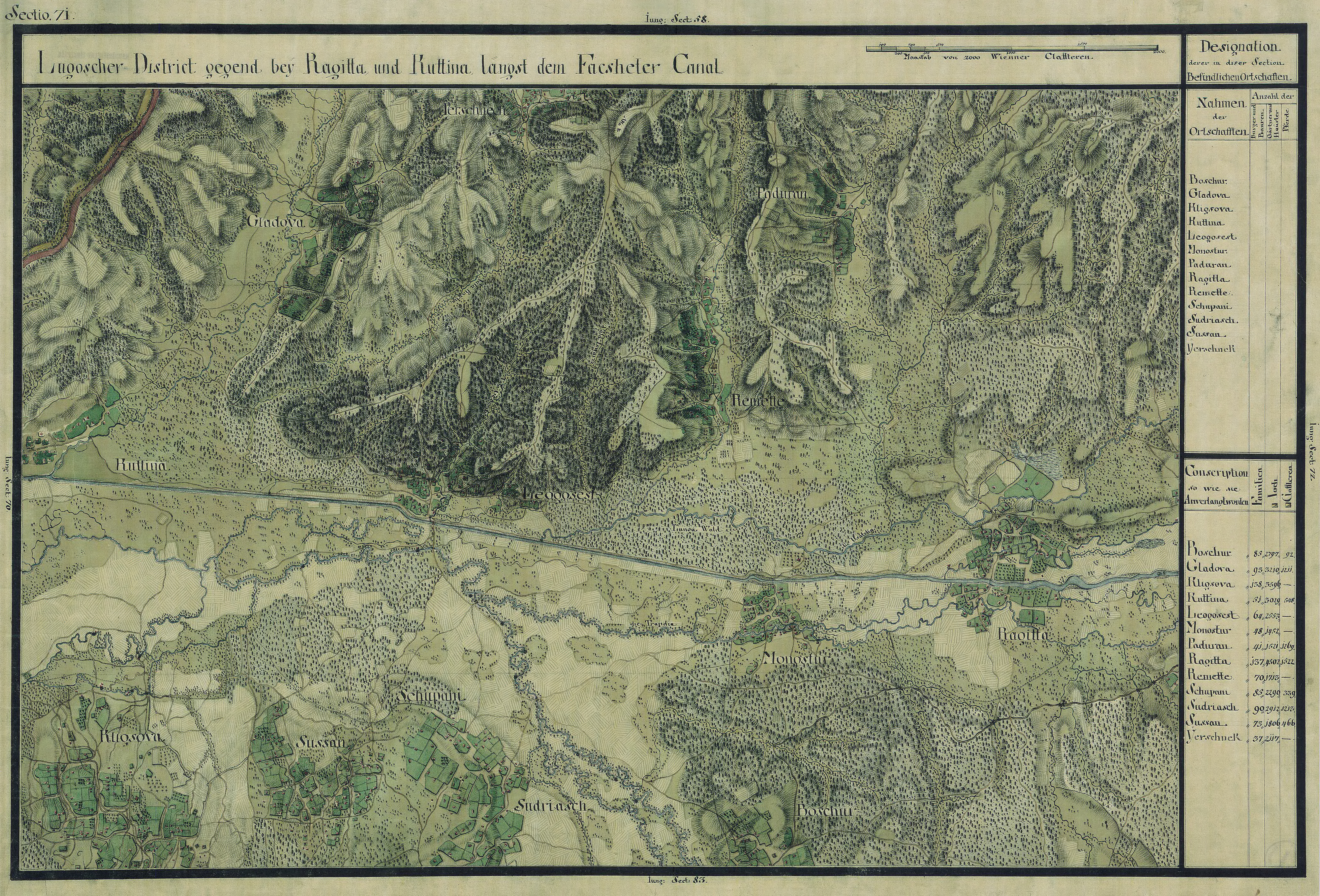
Mănăștiur în Harta Iosefină a Banatului, 1769-72

Mănăștiur este satul de reședință al comunei cu același nume din județul Timiș, Banat, România.